# Galaxy Leader
Die Galaxy Leader ist ein 2002 bei der Stocznia Gdynia im polnischen Gdynia gebauter Autotransporter.

## Geschichte
Das Schiff wurde 2002 unter der Baunummer 8213/1 bei der Werft Stocznia Gdynia im polnischen Gdingen gebaut. Die Kiellegung fand am 5. November 2001, der Stapellauf am 18. Mai 2002 statt. Die Fertigstellung des Schiffes erfolgte am 26. Juni 2002. Es ist eines von zwei baugleichen Schiffen, das Schwesterschiff ist die Global Leader. Beide Schiffe werden von der STAMCO Shipmanagement in Piräus bereedert.

## Entführung 2023
Am 19. November 2023 war die Galaxy Leader, die in Zeitcharter für die japanische Reederei Nippon Yūsen K.K. fuhr, in Ballast auf der Reise von der Türkei nach Indien und wurde im Roten Meer in der Nähe von Hodeida von Huthi-Rebellen geentert und entführt. An Bord der Galaxy Leader befanden sich 25 Besatzungsangehörige, die unter anderem aus Bulgarien, der Ukraine, den Philippinen, Mexiko und Rumänien kommen. Die Galaxy Leader liegt seitdem vor Hodeida, einem Hafen an der jemenitischen Küste. Im Hafen durften Besucher den gekaperten Frachter besichtigen und dabei über eine israelische Flagge spazieren, um Israel symbolisch mit Füßen zu treten, da der Frachter angeblich einem israelischen Geschäftsmann gehört. Das Schiff soll tatsächlich teilweise Abraham "Rami" Ungar gehören.
Ein amerikanischer Verteidigungsbeamter behauptete, die Entführer seien von Streitkräften ausgebildet worden, und verwies auf die Streitkräfte des Iran als mögliche Option. Iranische Beamte bestritten, diese Huthi-Gruppe unterstützt zu haben.
Nach weiteren Angriffen der Huthi auf Handelsschiffe vor der Küste des Jemen entstand eine multinationale Koalition, angeführt durch die USA. Ziel der Operation Prosperity Guardian ist der Schutz der Schifffahrtsfreiheit, das Bündnis soll Angriffe der jemenitischen Huthi-Rebellen auf Schiffe im Roten Meer – etwa mit ballistischen Raketen und Drohnen – abwehren.
Am 22. Januar 2025 ließen die Huthi die 25 Besatzungsmitglieder frei.
Am 16. März 2025 berichteten Houthi-Medien, die US-Luftwaffe habe bei ihren Angriffen auf die Houthi im März 2025 den Kommandobereich der Brücke bombardiert.
Am 28. April berichtete die mit den Houthi verbundene Nachrichtenagentur Al-Masirah, dass drei US-Luftangriffe das Schiff getroffen hätten.
Am 7. Juli 2025 griffen Israels Luftwaffe und Marine drei Häfen und ein Kraftwerk im Jemen an. Im Hafen Ras Isa wurde auch die Galaxy Leader angegriffen. Die Huthi sollen ein Radarsystem auf dem Schiff installiert haben und damit den Schiffsverkehr kontrolliert haben. Die Huthis schossen wenige Stunden nach den Angriffen zwei Raketen auf Israel.

## Technische Daten
Der Autocarrier wird von einem Sulzer-Zweitakt-Siebenzylinder-Dieselmotor des Typs 7RTA-62U mit 15.540 kW Leistung angetrieben. Der Motor wirkt auf einen Propeller. Für die Stromerzeugung stehen drei Generatoren, die von zwei MAN-Dieselmotoren des Typs 7L28/32H und einem MAN-Dieselmotor des Typs 6L28/32H angetrieben werden, zur Verfügung. Außerdem ist ein von einem weiteren Dieselmotor angetriebener Notgenerator vom Typ MAN D 2866 verbaut. Das Schiff ist mit einem elektrisch angetriebenen Bugstrahlruder ausgestattet. Das Schiff verfügte über zwei Laderampen. Die Heckrampe hat eine Kapazität von 120 t. Die zweite Rampe mit geringerer Kapazität befindet sich etwa mittschiffs an Steuerbord. Die Galaxy Leader hat sechs Decks, die untereinander mit Rampen verbunden sind. Die Fahrzeugkapazität beträgt etwa 4500 CEU.